# 客家风云
《客家风云》是2018年在中国大陆上映的年代剧，改编自吴尔芬的长篇小说《雕版》，导演罗长安，主演李依晓、钱泳辰。2018年12月18日在苏州社会经济频道首播。

## 剧情
《客家风云》讲述了福建省四堡镇一个雕版家族在抗日救亡运动中加入中国共产党保家卫国的故事以及“竹烟”支撑雕版家族传承技艺的故事。

## 演员
- 李依晓 出演 竹烟
- 钱泳辰 出演 唐子路
- 朱泳腾 出演 唐子祥
- 王伟 出演 铁茉莉
- 吴莉 出演 唐嗣筠
- 李芯逸 出演 月影
- 王铂清 出演 马六
- 王尧 出演 杨专员
- 郭勐 出演 宋秘书

## 制作
2008年，胡明一买下吴尔芬长篇小说《雕版》的影视改编版权，2011年第一次到福建省龙岩市连城采风，2014年正式建立剧组筹备拍摄该剧，和导演罗长安、总美术徐海、执行制片人宋亚平去实地探查，同时邀请汪海林创作剧本。
2016年5月30日，该剧在福建省龙岩市杀青。